# 少花斑鸠菊
少花斑鸠菊（学名：Vernonia chunii）是菊科班鸠菊属的植物，为中国的特有植物。分布于中国大陆的广东等地，常生长在谷地山坡林中，目前尚未由人工引种栽培。